# Hunasenahalli, Gauribidanur
Hunasenahalli là một làng thuộc tehsil Gauribidanur, huyện Chikkaballapur, bang Karnataka, Ấn Độ.